# Charging Bull
Charging Bull (česky Zuřící býk) je bronzová socha býka, umístěná v parku Bowling Green vedle Broadwaye v New Yorku. Podle parku je nazývaná také Bowling Green Bull a podle nedaleké známé finanční ulice (kde byl dříve umístěn) též Wall Street Bull. Sochu 3,4 m vysokou a 4,9 m dlouhou o hmotnosti 3200 kg vytvořil italský umělec Arturo Di Modica (1941–2021).

## Historie
V prosinci 1989 naistaloval Arturo Di Modica načerno sochu býka před newyorskou burzu NYSE, v reakci na krach na americké akciové burze (tzv. Černé pondělí 19. října 1987). Jednalo se tedy o typický projev tzv. guerilla artu, při kterém umělci umísťují bez povolení (a většinou anonymně) svá neobvyklá díla do veřejného prostoru, aniž by se pro dané místo hodila. Město nechalo sochu odstranit.
Socha se stala tak oblíbenou, že si Newyorčané vynutili její navrácení. Nově byl býk umístěn do malého parku Bowling Green vedle Broadwaye, nedaleko od Wall Streetu. Býk se stal symbolem manhattanského finančního centra a stal se jednou z nejvyhledávanějších atrakcí New Yorku.
7. března 2017 (v předvečer MDŽ) byla nainstalována naproti býkovi bronzová socha děvčete tak, aby se dívala přímo do očí býka. Socha s názvem Fearless Girl (česky Nebojácná dívka), financovaná americkou investiční společností State Street Global Advisors, měla netradičním způsobem upozornit na nedostatečné zastoupení žen ve vrcholovém managementu firem. Původně město povolilo instalaci na týden, pro oblibu, kterou socha získala, zástupci SSGA usilovali o prodloužení na měsíc či o trvalou instalaci. Proti tomu protestoval autor býka Arturo Di Modica s tím, že dívka mění pozitivní význam jeho sochy (ten je podle něj „lepší Amerika a lepší svět“). SSGA navíc podle něj finančně profituje z reklam, jež zahrnují obě sochy (tedy i tu jeho), on však musel kvůli vytvoření sochy býka prodat rodinnou farmu na Sicílii.
V květnu téhož roku přibyla do prostoru další socha. Jednalo se o sochu psa, nazvanou Pissing Pug (česky Čůrající mopsl) a umístěna byla u nohou dívky. Po třech hodinách ji však autor (newyorský umělec Alex Gardega) odnesl z obavy o krádež a pro absenci povolení. Dílem chtěl sochu dívky degradovat, protože ji považoval za korporátní nesmysl, který nesouvisí s feminismem a znesvěcuje sochu býka.
Di Modica vytvořil množství variací na newyorského útočícího býka, které byly prodány soukromým sběratelům. V roce 2010 byla jedna ze soch umístěna v Šanghaji.